# Maria-Maluca-Dreibandantenne
Eine Maria-Maluca-Dreibandantenne ist eine Richtantenne zum Empfang oder zum Senden elektromagnetischer Wellen im Kurzwellenbereich.

## Beschreibung
Maria Maluca ist die saloppe portugiesische Bezeichnung für „Verrücktes Mädchen“ und wurde schon in den 1960er Jahren als Dreibandantenne vor allem von finanzschwachen Funkamateuren in Lateinamerika verwendet.
Die Zwei-Element-Richtantenne (Yagi) ist für die Amateurfunkbänder 10 m, 15 m und 20 m und mit symmetrischer Speiseleitung konzipiert worden.
Mit einer rechnergestützten Modifikation (6,56 m + 7,56 m bei 1,46 m Abstand) ist sie auch für 6 m, 12 m und 17 m und somit als 6-Band-Antenne zu gebrauchen. Das Vorwärts/Rückwärts-Verhältnis liegt zwischen 0,4 dB (20 m) und 13 dB (17 m) und hat auf den oberen Bändern (6 m, 10 m,12 m) einen negativen Wert (Hauptstrahlrichtung um 180° gedreht).
Sie stellt eine mit einfachsten Mitteln herzustellende, nachbausichere Dreibandantenne ohne last-kritische Spulen oder Transformatoren als Kompromisslösung für den DX-Funkverkehr dar.

## 10-m-Amateurfunkband
Die Antenne wirkt als 2-Element-Richtstrahlantenne für das 10 m-Band.
In diesem Fall wirkt das parasitäre Element als ein etwas zu lang bemessener Direktor mit einem Abstand von λ/6 zum Speisedipol.
Der gespeiste Dipol ist für das 10-m-Band ein um ca. 50 % verlängerter Dipol.

## 15-m-Amateurfunkband
Die Antenne wirkt als Halbwellendipol voller Länge mit geringerer Wirksamkeit des Direktors im 15 m-Band.
Der Direktor befindet sich in diesem Fall im Abstand von λ/8 zum Speisedipol.
Die geringere Wirksamkeit resultiert aus dem Umstand, dass der Direktor für das 21-MHz-Band bemessen ist.
Eine Direktorwirkung des parasitären Elements lässt sich aber noch feststellen.

## 20-m-Amateurfunkband
Im 20-m-Band wirkt die Antenne wie ein verkürzter Dipol.
In diesem Band hat der Direktor nur noch eine sehr geringe Wirkung.

## Speisung der Dreibandantenne
Die Maria-Maluca-Dreibandantenne wird über eine 300-Ω-Speiseleitung bestimmter Länge gespeist.
Die Länge der Speiseleitung kann wahlweise 11,70 m, 18,50 m oder 23,55 m betragen.
Optimale Betriebsergebnisse lassen sich nur mit diesen Speiseleitungen erzielen.
Die modifizierte Variante wird mit kommerzieller 450-Ω Speiseleitung beliebiger Länge und auf einer Dose aufgewickelten 2 m langen Speiseleitung als Symmetrierglied beschrieben.